# Caractères transfert

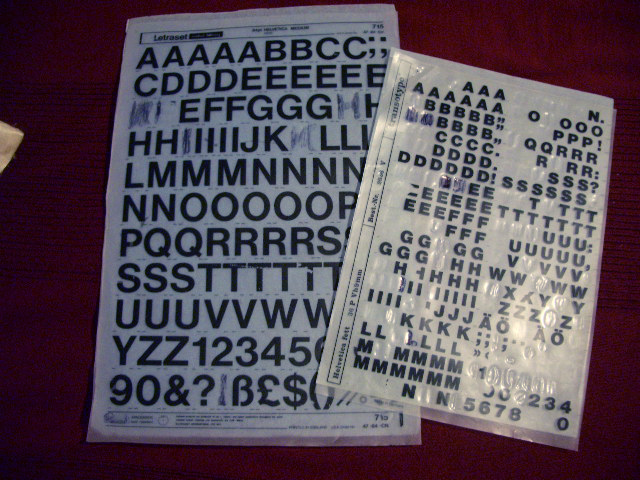
Planches de caractères transfert Letraset et Transotype

Les caractères transfert sont des polices de caractères imprimés par planches de différents formats, que l'on peut transférer un à un sur le support de son choix, par frottage au moyen d'un stylet, d'un stylo-bille ou de tout outil approprié. Le terme anglais, dry transfer (« transfert à sec »), indique bien qu'il s'agit d'un décalque sans solvant ni eau. 
Une planche de caractères transfert contient un jeu de caractères dans un corps donné (qui peut aller du corps 6 au corps 144), généralement complet (capitales, bas de casse, chiffres, signes diacritiques) en quantité variable selon le corps et la fréquence d'emploi supposée. Le support, transparent, permet de repérer exactement la position de la lettre à transférer. La principale difficulté, dans ce travail « manuel », étant de placer régulièrement les caractères les uns par rapport aux autres (les approches), certaines planches étaient munies de repères supposés faciliter ce travail.
Ce procédé est utilisé majoritairement pour des caractères typographiques, mais aussi pour des motifs décoratifs, des dessins ou divers types de textures (trames). La période de plus grande expansion des caractères transfert a été celle qui précédait la généralisation de l'informatique, dans les imprimeries et les studios de création graphique, les années 1970 et 1980, où dans le même temps l'impression typographique disparaît presque complètement au profit de l'offset. Le besoin grandissant de polices différentes dans tous les domaines de la communication (titrage en publicité, presse, édition), avec la liberté offerte par l'impression offset, se satisfaisait mal des possibilités réduites offertes par la typographie (les polices en plomb étaient lourdes, encombrantes, onéreuses) et les premières machines de photocomposition avaient un répertoire de polices souvent réduit. Le caractère transfert avait l'avantage de fournir un choix quasi illimité et une liberté totale d'utilisation. 
Les deux principales sociétés productrices disponibles en France étaient Letraset (dont le nom était devenu générique pour désigner les caractères transfert) et, dans une moindre mesure, Mécanorma. Ces entreprises ont favorisé la création typographique en proposant sans cesse de nouveaux produits. Si elles vendaient des polices classiques et modernes existant préalablement en plomb, elles introduisaient aussi des polices inédites. En Belgique, la société Alfac était renommée tant pour ses collections de caractères que pour ses transferts techniques. 
Un autre groupe d'utilisateurs, en particulier pour les dessins (arbres, personnages, etc), furent les bureaux d'architecture. Avec les ingénieurs, les géologues et les géotechniciens par exemple, ils étaient aussi de grands consommateurs des trames, qu'ils collaient allègrement sur leurs calques avant de procéder au tirage des plans, ou directement sur papier avant de les reproduire par photocopie... en noir et blanc !
Le développement de l'informatique a rendu l'utilisation professionnelle des caractères transfert obsolète. Ils existent toujours, mais sont réservés à un usage personnel et familial.